# Tramea carolina
Tramea carolina är en trollsländeart som först beskrevs av Carl von Linné 1763.  Tramea carolina ingår i släktet Tramea och familjen segeltrollsländor. IUCN kategoriserar arten globalt som livskraftig. Inga underarter finns listade i Catalogue of Life.

## Bildgalleri

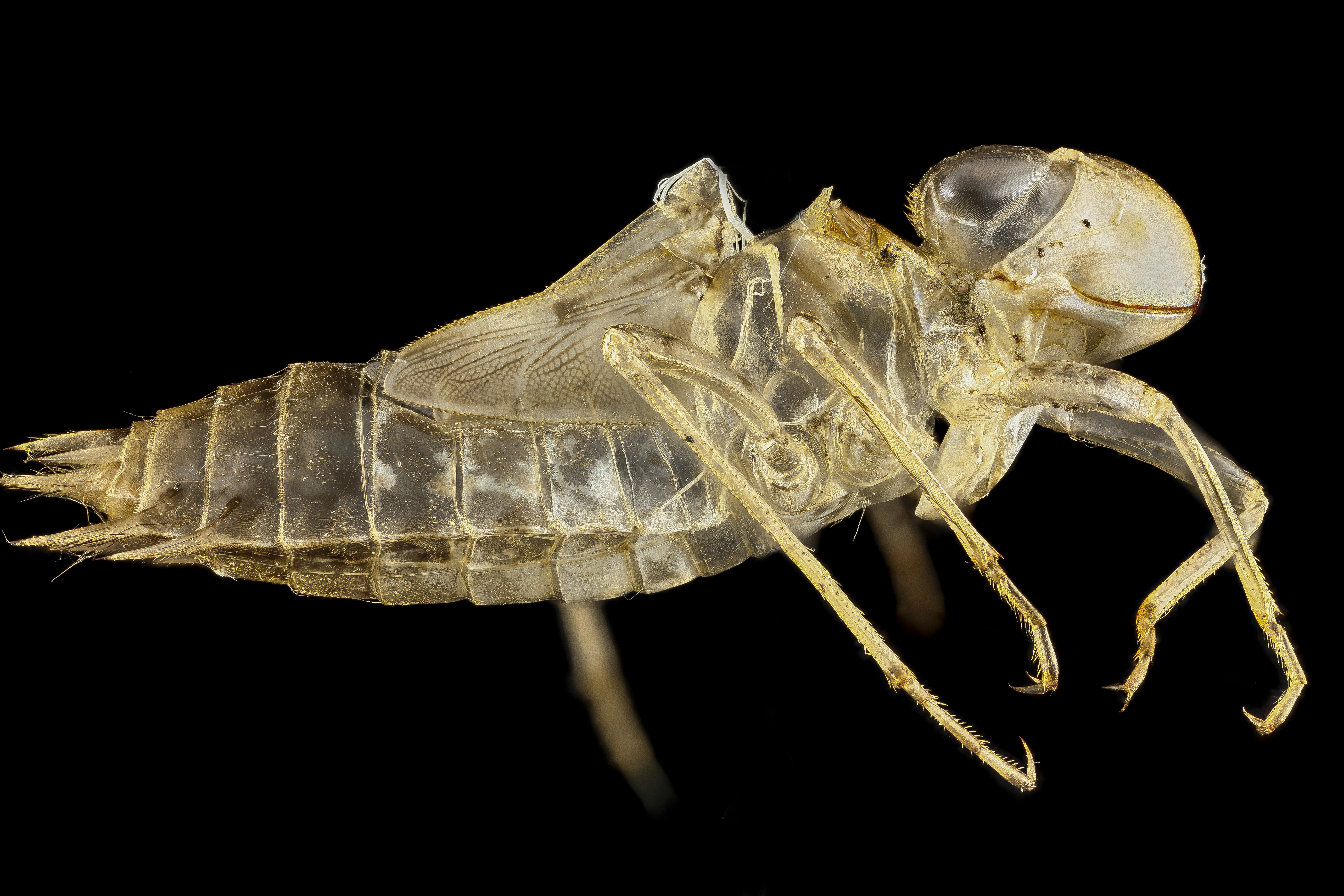
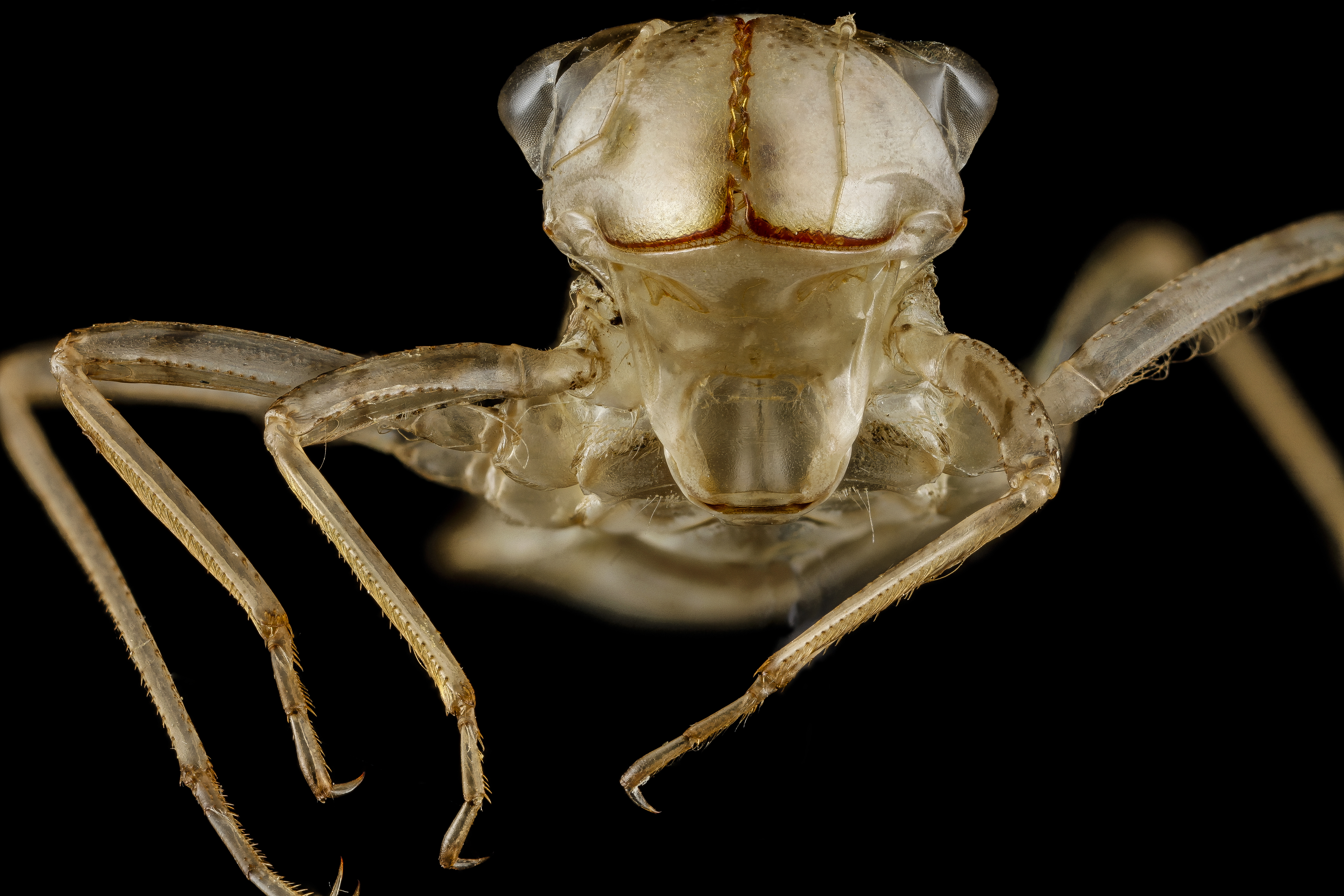
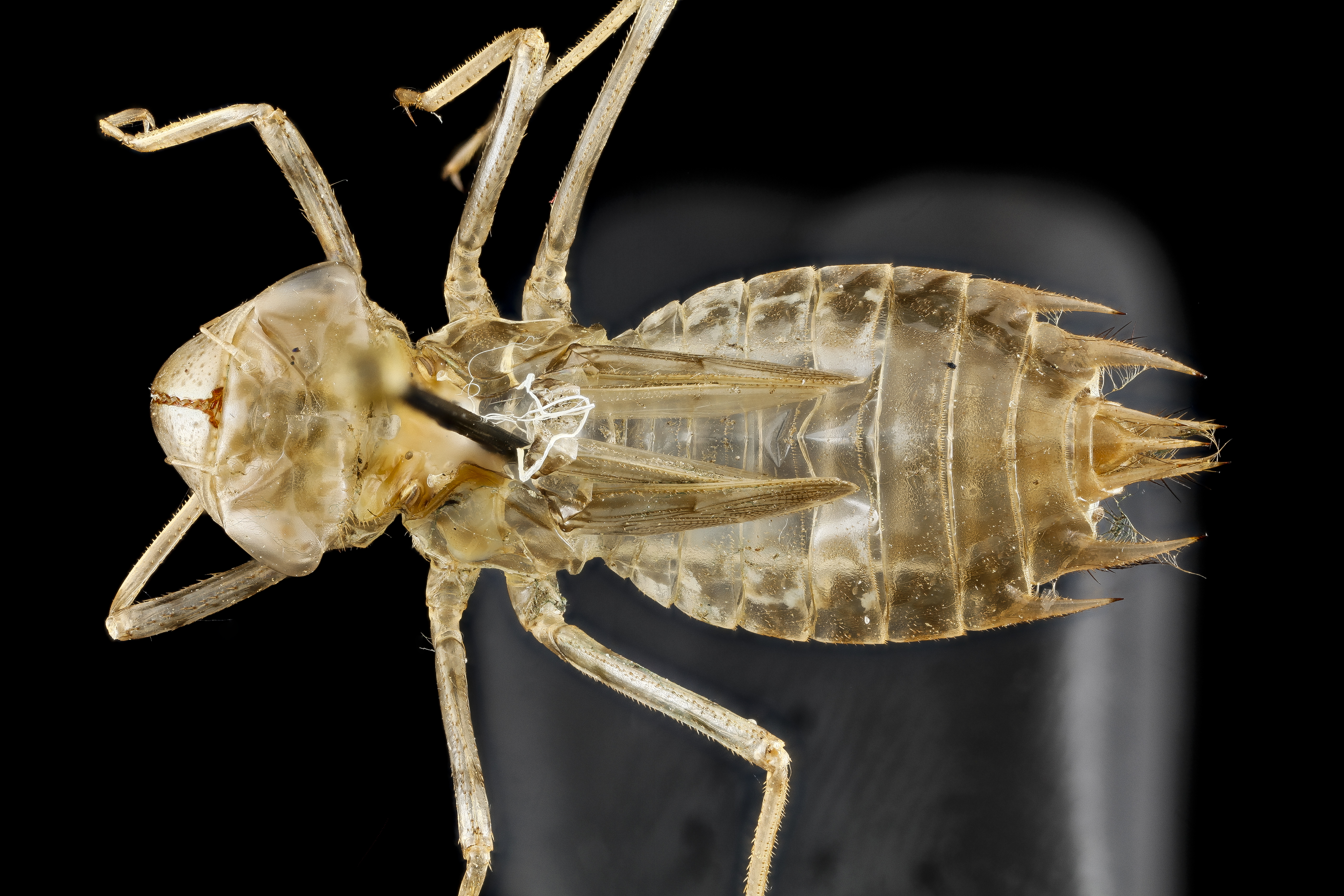